# Muzeum etnograficzne

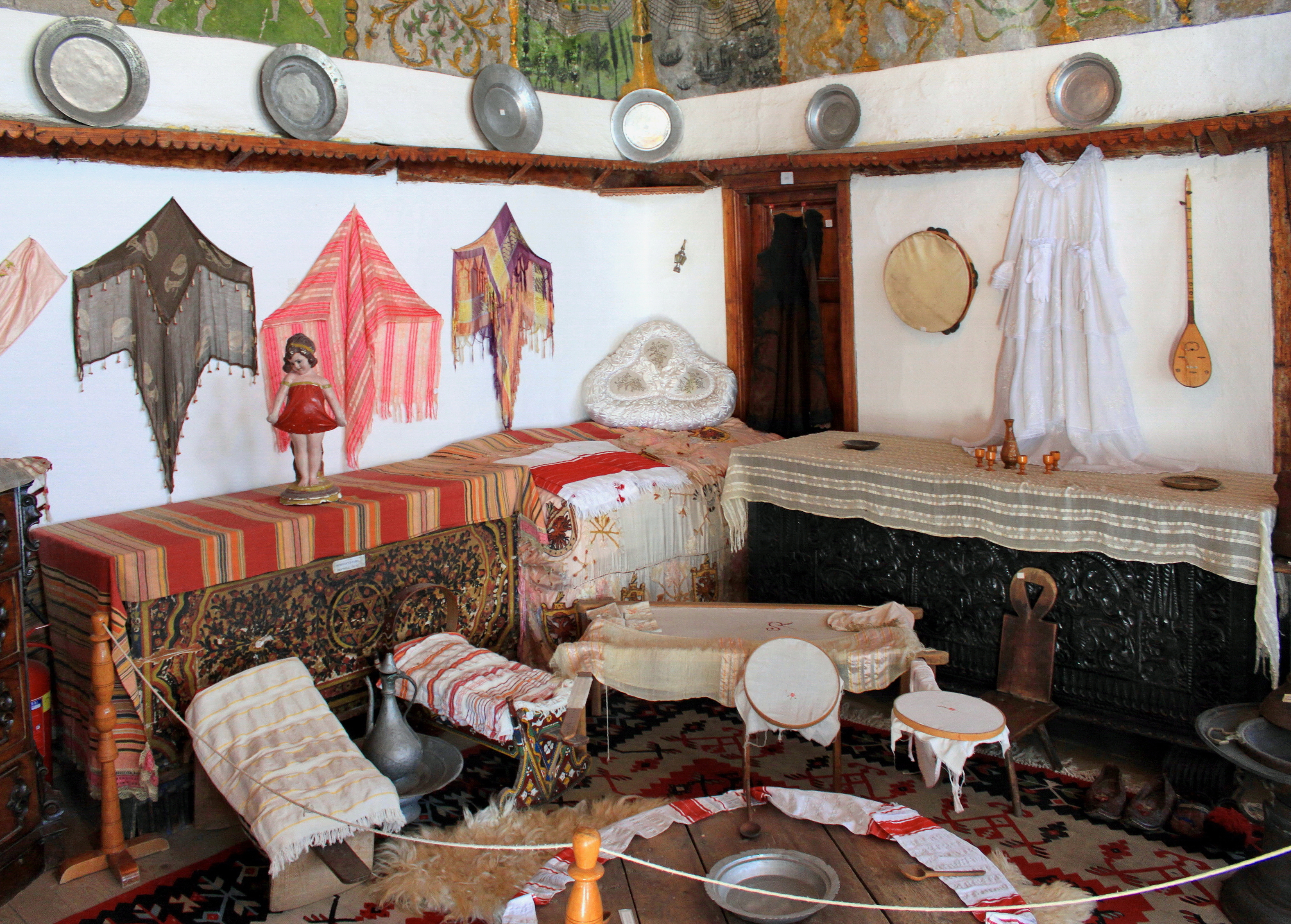
Wnętrze Muzeum Etnograficznego w Kruji, Albania

Muzeum etnograficzne – otwarta dla publiczności instytucja prowadząca działalność badawczą, edukacyjną, naukową i rozrywkową z wykorzystaniem posiadanej kolekcji zbiorów etnograficznych. Kolekcje muzeów etnograficznych mogą obejmować różne przejawy materialnej działalności człowieka, związane z szeroko rozumianymi kulturami tradycyjnymi czy niepiśmiennymi z całego świata. Prezentowany jest w nich pierwotny wymiar kultury za pomocą odpowiednich artefaktów, przy czym najwyżej cenione są przedmioty oryginalnie pochodzące z omawianej społeczności.
Przedstawiane w muzeach etnograficznych treści kulturowe odnosić można do obecnych wartości i współczesnej tożsamości ludzi i grup; dlatego muzeum etnograficzne bywa miejscem badań antropologicznych. 

## Historia

### Na świecie
Początki zbiorów etnograficznych sięgają wielkich odkryć geograficznych z przełomu XV w. i XVI w. Związane są z kolekcjonerstwem i przywożeniem egzotycznych przedmiotów z nowoodkrytych przez Europejczyków terenów. Tworzyły one gabinety osobliwości (kuntskamery), bardzo popularne wśród XVI-wiecznych Europejczyków ze względu na ówczesną potrzebę “inwentaryzowania świata” i czynienia go dostępnym poprzez zmniejszanie skali, oswojenia obcej, nieznanej rzeczywistości. Gabinety osobliwości były powszechne w Europie aż do XVIII w. 

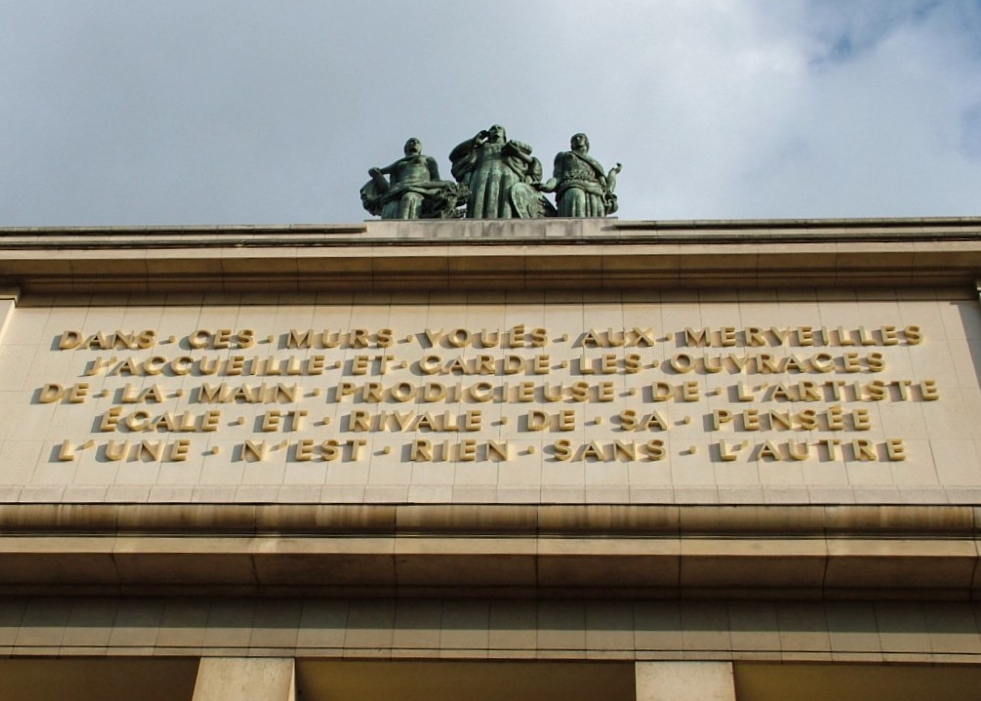
Muzeum etnograficzne w Paryżu Musée de l’Homme

Następnym etapem w historii muzealnictwa etnograficznego była myśl ewolucjonistyczna, która pojawiła się w naukach społecznych w drugiej połowie XIX wieku. Związana była z poszukiwaniem przeżytków w celu rekonstrukcji wcześniejszych etapów kultury zachodniej i udowodnienia jej wyższego stopnia rozwoju. Ewolucjoniści, skupiając się na szukaniu podobieństw między kulturami, gromadzili i przywozili do Europy tysiące przedmiotów kultury materialnej, głównie z kolonii. W ten sposób zgromadzono pokaźne kolekcje m.in. w paryskim Musée de l’Homme i londyńskim Museum of Mankind, a także w innych ośrodkach naukowych. Na kolekcjonerów gromadzących zbiory wpływało wiele czynników, zwłaszcza próba dopasowania ich pod panującą teorię o ewolucji kulturowej. Są one przez to subiektywne, często pozbawione kontekstu, więc nie przedstawiają całościowego obrazu kultury danej społeczności.
W XIX w. europejskich kolekcjonerów zgodnie z duchem romantyzmu zainteresowała również rodzima kultura ludowa. Najpierw jako lud rozumiano warstwę chłopską, zbierając m.in. jego pieśni i inne przejawy folkloru ustnego, a także materialne przejawy kultury chłopskiej. Potem pojęcie ludu rozszerzono na inne niskie warstwy społeczne, zwłaszcza na powiększającą się gwałtownie klasę robotniczą. Proces budzącego się zainteresowania kulturą ludową przebiegał różnie w państwach Europy, odmienne także były motywacje do badań i kolekcjonerstwa, często jednak związane z rodzącym się poczuciem tożsamości narodowej.
Po odejściu od ewolucjonizmu i zmierzchu kolonializmu w XX w., mimo dochodzących do głosu społeczności tubylczych, żądających zwrotu obiektów kultury materialnej przez byłe mocarstwa kolonialne, kolekcje muzeów etnograficznych pozostały w Europie. Zmianie uległa jednak misja tych instytucji i charakter wystaw. 

### W Polsce

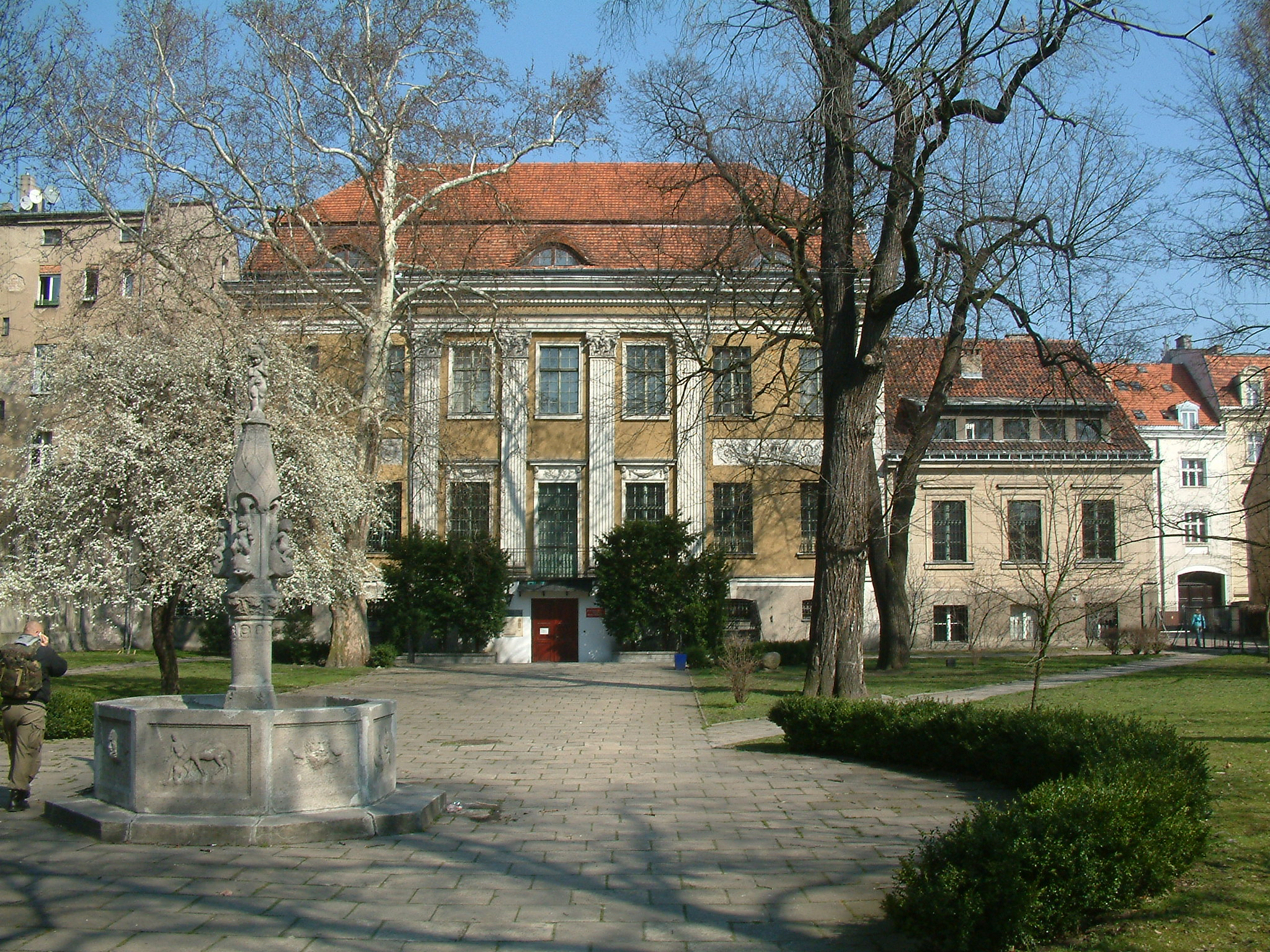
Budynek Muzeum Etnograficznego w Poznaniu

Pierwsze polskie muzeum etnograficzne powstało w 1888 r. w Warszawie. Jego założyciele byli zainspirowani myślą ewolucjonistyczną. Zarówno w początkowym okresie istnienia tej instytucji, jak i później, bo aż do 1939 r., gromadzono w niej głównie zbiory spoza Europy. Po wojnie zniszczony gmach przy Krakowskim Przedmieściu odbudowano, jednak zmieniono obszar zainteresowań - w kolekcji znalazły się głównie przedmioty związane z polską kulturą ludową. Ta tendencja była wyraźna w większości polskich muzeów etnograficznych i nawet obecnie (2024) artefakty europejskich kultur typu ludowego przeważają w nich ponad dwukrotnie. Jeśli chodzi o zbiory egzotyczne, są one rozmieszczone po prawie wszystkich większych polskich muzeach etnograficznych w sposób, który można określić jako przypadkowy. Jest to związane ze sposobem ich pozyskiwania - przywozili je misjonarze oraz powracający do kraju repatrianci i oddawali instytucjom kultury pod opiekę. Szczególny rozkwit muzealnictwa etnograficznego w Polsce przypada na dwudziestolecie międzywojenne, a także na czasy po II wojnie światowej, kiedy intensywnie odbudowywano zniszczone gmachy muzeów oraz ich kolekcje. 
Według badań z 1997 r. w Polsce znajduje się ok. 217 muzeów, których zbiory można by określić jako etnograficzne, w tym jedynie 17 poświęconych zbiorom egzotycznym. 

## Aktualna sytuacja muzeów etnograficznych
Instytucje nazywane muzeami etnograficznymi tworzą niejednorodny zbiór. Powstaje ich więcej niż kiedyś. Powodem może być potrzeba umocnienia i potwierdzenia swojej tożsamości. Spośród problemów tych instytucji jako główne można wymienić brak spójności z ich pierwotną misją, stawanie się magazynami kolekcji, którym nikt nie przypisuje wartości oraz kontrowersje związane ze zwracaniem artefaktów społecznościom, z których pochodzą. 

### Dyskusja nad rolą muzeum
Już od początku XX w. zaczęto się skupiać bardziej na przedstawianiu zbiorów niż na ich analizie i pracach badawczych; było to związane z przenoszeniem się do ośrodków uniwersyteckich naukowców, którzy niegdyś byli związani z muzeami. Ponadto prezentowane zbiory często są pożyczone z innych muzeów, a zespół pracujących przy nich osób również jest zewnętrzny. Ze względu na te czynniki rola muzeum w tworzeniu wiedzy zmieniła się z miejsca pośredniczącego między terenem (gdzie gromadzi się informacje) a przestrzenią wystawową, gdzie ta wiedza jest przekazywana szerszej grupie, muzeum stało się nowym terenem do badań i miejscem dyskusji nad tożsamością. Na wystawach często porusza się “głośne”, kontrowersyjne tematy, które społeczeństwo uważa za ważne dla siebie w danym momencie. Tematy takie to na przykład feminizm, głód na świecie, kolonializm, wojna, tożsamość płciowa czy narkotyki, a nawet muzealnictwo samo w sobie. Muzea obecnie stają się społecznym aktorem przeznaczonym dla publiczności; ich cel wciąż jest przedmiotem dyskusji, ale ewidentne jest przynajmniej częściowe zerwanie z faworyzacją kultury materialnej. Trwa proces wymyślania nowych sposobów kategoryzacji artefaktów znajdujących się w kolekcjach oraz metod ich ekspozycji na wystawach. 

### Kontrowersje
Już w latach 80. i 90. XX w. zaczęły pojawiać się głośne protesty rdzennych społeczności co do prezentowania ich kultury w muzeach etnograficznych. Proces ten trwa do dziś. Niektóre kolekcje wróciły do społeczności, z których pochodziły (wymienić można na przykład prawo do odebrania ludzkich kości, obiektów związanych z tradycyjnym pochówkiem i niektórych artefaktów uznawanych przez nich za święte, zagwarantowane rdzennym Amerykanom przez Native American Graves Protection and Repatriation Act w 1990 r.). Powrót przedmiotów pozwala zerwać z kolonializmem, umożliwia kulturom tradycyjnym odtworzenie pamięci zbiorowej o ich przeszłości, a także – tworzenie własnych muzeów, w których wprowadzać mogą swoją narrację. Także obecnie kolekcje muzeów etnograficznych są tematem w samym centrum dyskursu o kolonializmie i nacjonalizmie, relacjach władzy i nierówności. Oprócz kontrowersji związanych z samymi przedmiotami, porusza się także zagadnienie tego, jak wpływają one na nasz obraz kultur tradycyjnych lub rdzennych, często będąc jedynymi punktami styczności z nimi. 

### Muzeum jako nowy teren badań
Muzea etnograficzne często są dla antropologów jedynymi źródłami w pracy nad kulturą danego ludu, która jest już zagrożona lub w zaniku. Wciąż jednak nie ma pewności, czy za pomocą tylko muzealnych artefaktów i strzępków informacji o nich da się cokolwiek badać. Artefakty nie odtwarzają rzeczywistości, a jedynie tworzą nową, wymyśloną przez kuratorów wystaw, antropologa-zbieracza (często tak, by pasowała jego teoriom naukowym, większość zbiorów pochodzi z czasów, kiedy ewolucjonizm szczególnie silnie oddziaływał na chęć pokazywania podobieństw, co wpływało na to, jakie przedmioty zbierano) i ewentualnie jego informatorów. Później, w epoce Franza Boasa, zwrócono uwagę na kontekst, który umożliwia zrozumienie przedmiotów, czego w naturalny sposób w muzeum brakuje.  
Kolejnym zagadnieniem jest wybór artefaktów “starych”, “oryginalnych” dla danej kultury, takich “pozostałości” mających służyć rekonstrukcji etnograficznego czasu teraźniejszego, chociaż w rzeczywistości nie ma społeczności odizolowanych i żyjących poza czasem, niezmiennych. To, co wiemy o kulturach tradycyjnych (których już nie ma lub istnieją w mocno przekształconej formie), zależy od tego, co było (mniej lub bardziej profesjonalnie) zebrane. Być może nawet kompletny zestaw artefaktów nigdy nie odtworzy żywej kultury, jednostek, autorów i użytkowników tych przedmiotów, a w sporej części starszych badań opierano się na bardzo ograniczonym zbiorze przedmiotów kultury materialnej opisywanego ludu. Dodatkowo na potrzeby osób odwiedzających muzea często “resymbolizuje” się artefakty, wiążąc je z kategoriami “zachodniego” świata, które być może w ogóle nie występują w danej kulturze (np. nasze rozumienie małżeństwa czy pokrewieństwa). 
Obecnie muzeum etnograficzne jest dla antropologów także nowym terenem badań. Nie korzysta się z samych kolekcji jako źródeł, ale bada osoby odwiedzające muzeum – jest to miejsce, gdzie poszczególne grupy ludzi zderzają się z faktem istnienia innych, co wymaga od nich ustosunkowania się. Muzeum staje się obiektem zainteresowań badawczych także ze względu na historię danych instytucji, historię kolekcji, które się w nich znalazły lub poszczególnych przedmiotów w tej kolekcji.